# ウディ・アレン会見
『ウディ・アレン会見』（-かいけん、Meetin' WA）は、ジャン＝リュック・ゴダール監督による、1986年製作のフランスの短篇ビデオ映画である。ウディ・アレンへのゴダールによるインタビューを収録したドキュメンタリーである。

## 概要
1985年の第38回カンヌ国際映画祭の期間中、イスラエルからハリウッドに進出して気を吐く映画プロデューサーメナヘム・ゴーランとランチをとったゴダールは、100万ドルで、作家のノーマン・メイラーをリア王に、ウディ・アレンを道化にしたシェークスピアの『リア王』の映画化を了承する。即座にレストランのナプキンにサインされ、契約は締結される。この時点で、トム・ラディが『ゴダールのリア王』（1987年）のプロデューサーとして雇われる。
当時、アレンは翌1986年の第39回カンヌ国際映画祭で新作『ハンナとその姉妹』がプレミア上映されることが決まっており、ここ数年カンヌに行っていないことからナーヴァスになっていた。ラディがゴダールにサジェスチョンしたのは、『ゴダールのリア王』の製作開始を延期しているあいだに、アレンに対しゴダールが新作についてのインタビューをし、それを映画祭でサプライズ上映すること。このアイデアをゴダールも、アレンも、カンヌのディレクターのジル・ジャコブも気に入り、映画祭サイドとスイスのテレビ局から製作資金を得た。このドキュメンタリーは、たんなるインタビューよりもクリエイティヴなものに仕上がった。
撮影のクリスチャン・シモンピエトリは写真家である。ピエール・バンジェリは、ゴダールのグルノーブル時代のテレビシリーズ『二人の子どもフランス漫遊記』（1977年 - 1978年）で撮影監督ウィリアム・リュプチャンスキーの助手につき、また、本作ののち、オムニバス映画『パリ・ストーリー Les Français vus par...』のゴダール篇『最後の言葉』（1988年）で撮影監督をつとめる。アネット・インスドルフは作品末尾では「ジャーナリスト」とクレジットされている。
本作は、黒味画面に大文字で「MEETIN' WA」の白抜き文字で始まり、ゴダールの声が聞こえる。カメラが引くと、それがゴダールの背中であることがわかる。そこはニューヨークのアレンのオフィス。窓から外を見下ろす彼の背中に彼の顔のイラストがオーバーラップする。アレンもゴダールも好きなサイレント映画で多用されたアイリスで、インタビューが始まり、アレンが紹介される。インタビューの進行に従い、「NORMAL MAN（ノーマルな男）」、「STRUGGLE（闘争）」、「TITLE（題名）」、「HANNAH KARENINE（ハンナ・カレーニナ）」、「FLASH GORDON（フラッシュ・ゴードン）」、「THE ANXIETY OF THE MAN IN THE BOOTH（ブースの中の男の不安）」、「SUMMER IN NEW-YORK（ニューヨークの夏）」、「AUTUM CHILL（秋の凍え）」、「THE BIG LEAP（大いなる跳躍）」、「LUCKY I RAN INTO YOU（あなたにあえてわたしはラッキーだ）」といった文字がインサートされる。オーソン・ウェルズ、エリザベス・テーラー、後半からは『インテリア』（1978年）、『マンハッタン』（1979年）ほかアレンの数々のフィルムがインサートされる。
この作品の発案者であるトム・ラディは、かつて「政治の時代」に踏み出したばかりのゴダールとD・A・ペネベイカーの共同監督作『ワン・アメリカン・ムービー』（1968年 - 1972年）に出演しており、1983年には、かつてゴダールにオムニバス映画『ベトナムから遠く離れて』（1967年）への参加を呼びかけたクリス・マルケル監督の『サン・ソレイユ』でマルケルの撮影助手をつとめた人物で、1987年には、かつてエリック・ロメールと「レ・フィルム・デュ・ローザンジュ」を共同設立したバルベ・シュレデールのハリウッドでの監督作『バーフライ』をメナハム・ゴーランの出資のもとプロデュースしている。ちなみにカンヌでの伝説の「ナプキン」をラディが最後に観たのは、ゴーランのオフィスで、ナプキンは額に入れて飾ってあったと語っている。

## 作品データ
カラー作品（ビデオ） / 上映時間 26分 / 上映サイズ1:1.37（スタンダード・サイズ）

## スタッフ・キャスト
- 監督　ジャン＝リュック・ゴダール
- 脚本　ウディ・アレン、アネット・インスドルフ
- 出演　ウディ・アレン、ジャン＝リュック・ゴダール
- 撮影　クリスチャン・シモンピエトリ（カメラ）、ピエール・バンジェリ（ビデオ）
- 編集　ジャン＝リュック・ゴダール
- 製作会社　JLGフィルム（パリ）、シグマ、カンヌ国際映画祭

## 註
1. 1 2  The American Friend: Tom Luddy on Jean-Luc Godard（英語）ブラッド・スティーヴンス（Brad Stevens）によるトム・ラディへのインタビューの記述を参照。
2. ↑  ハンナ・カレーニン。レフ・トルストイ著『アンナ・カレーニナ』にかけたことば遊びである。
3. ↑  アメリカのコミック・ストリップ『フラッシュ・ゴードン』は、1980年にディノ・デ・ラウレンティスの製作により映画化された。
4. ↑  正しいスペルは「Autumn Chill」だが文字は画面のママ。
5. ↑  「The Big Sleap（大いなる眠り）」、レイモンド・チャンドラーの小説（1939年）、ハワード・ホークス監督の映画『三つ数えろ』（1946年）の原題にかけたことば遊びである。